# Caribbean Airlines
Caribbean Airlines Limited — государственная авиакомпания и национальный авиаперевозчик Тринидада и Тобаго и Ямайки .  Штаб-квартира авиакомпании находится в Пиарко . Авиакомпания выполняет рейсы в страны Карибского бассейна, Северную Америку и Южную Америку из своего международного аэропорта Пиарко, Тринидад . В настоящее время в Caribbean Airlines работают более 1600 человек, и это крупнейшая авиакомпания в Карибском регионе. Слоган авиакомпании — «Тепло островов». 

## Полётный журнал
Caribbean Beat Magazine , основанный в 1992 году, является бесплатным двухмесячным бортовым журналом авиакомпании Caribbean Airlines. С момента своего создания он выпускается компанией Media and Editorial Projects Limited. Когда печатный журнал пришлось временно убрать с рейсов из-за пандемии COVID-19, в июле 2020 года была представлена только цифровая версия, за которой в октябре 2020 года последовало расширение бренда под названием Wanderer от Caribbean Beat. Caribbean Beat Magazine вернулся в печатный формат в марте 2021 года.

## Флот
| Aircraft         | In service | Orders | Passengers | Passengers | Passengers | Passengers | Notes |
| Aircraft         | In service | Orders | C          | Y+         | Y          | Total      | Notes |
| ---------------- | ---------- | ------ | ---------- | ---------- | ---------- | ---------- | ----- |
| ATR 72-600       | 10         | 4      | —          | —          | 68         | 68         | [ 3 ] |
| Boeing 737-800   | 1          | —      | —          | —          | 189        | 189        | [ 4 ] |
| Boeing 737 MAX 8 | 9          | 3      | 16         | 36         | 108        | 160        | [ 5 ] |
| Embraer E175     | —          | 5      | TBA        | TBA        | TBA        | TBA        | [ 6 ] |
| Cargo fleet      |            |        |            |            |            |            |       |
| ATR 72-600F      | —          | 2      | Cargo      | Cargo      | Cargo      | Cargo      | [ 6 ] |
| Boeing 737-800F  | —          | 2      | Cargo      | Cargo      | Cargo      | Cargo      | [ 6 ] |
| Total            | 20         | 16     |            |            |            |            |       |